# OsaMake
Osananajimi ga Zettai ni Makenai Rabu Kome (幼なじみが絶対に負けないラブコメ), gekürzt OsaMake (おさまけ) ist eine Light-Novel-Reihe des Romanciers Shūichi Nimaru, die seit Juni 2019 im Dengeki Bunko des Verlages ASCII Media Works erscheint. Darüber hinaus ist Nimaru für die Umsetzung als Manga-Serie sowie für dessen Ableger zuständig, die seit 2019 bzw. 2021 jeweils Gekkan Comic Alive bei Media Factory erscheinen. 2021 wurde eine Anime-Fernsehserie im japanischen Fernsehen und international unter dem Titel Osamake: Romcom Where The Childhood Friend Won't Lose gezeigt.
OsaMake ist in die Genres Slice of Life und Romantische Komödie zu verorten und folgt dem ehemaligen Kinderstar Sueharu Maru, der die Schauspielerei nach dem Tod seiner Mutter aufgegeben hat, inzwischen als normaler Oberschüler lebt und in seine Mitschülerin Shirokusa Kachi verliebt ist. Als er eines Tages feststellt, dass diese vermeintlich in einer Beziehung ist, schmiedet seine beste Freundin Kuroha Shida mit ihm den Plan, sich an ihr zu rächen.

## Handlung
Als Kind war Sueharu Maru ein aufstrebender Kinderdarsteller. Er beendete seine Schauspielkarriere, nachdem seine Mutter nach einem Unfall während eines Drehtages verstarb. Der inzwischen 17-jährige Maru besucht inzwischen als normaler Schüler eine Oberschule. Seine Nachbarin und Kindheitsfreundin Kuroha Shida ist in Maru verliebt, wird aber nach einem Liebesgeständnis von ihm abgewiesen. Maru wiederum hegt Gefühle für seine Mitschülerin – die scheinbar unnahbare Shirokusa Kachi, welche neben der Schule als Model arbeitet und eine erfolgreiche Autorin für Light Novels ist.
Als Shirokusa scheinbar eine Beziehung mit Mitsuru Abe, einem Mitschüler und aufstrebender Schauspieler, beginnt ist Maru am Boden zerstört. Kuroha bietet Maru an, sich mit ihm an ihr zu rächen. Infolge der Pläne beginnt Maru, Nachforschungen über Abe anzustellen wird aber von eben diesen zur Rede gestellt. Abe fordert Maru zu einem Duell auf der Schulbühne während eines Schulfestivals heraus. Der Sieger würde das Recht erhalten, die Gefühle für Shirokusa offenbaren zu dürfen. Maru kann das Duell gewinnen, doch anstatt seine Liebe für Shirokusa zu gestehen, wendet er sich an seine Kindheitsfreundin Kuroha, die ihn aber abserviert. Als ein Video, welches von der Szenerie gemacht wurde, im Internet die Runde macht, werden sowohl Maria Momosaka – deren früherer Mentor Sueharu war –, sowie deren Chef ihrer Talentagentur auf ihn aufmerksam.

## Charaktere
Die Namen der Charaktere Maru, Shida, Kachi, Kai und Maria sind eine Anspielung auf Charaktere der Reihe Fire Emblem.

### Hauptcharaktere
Sueharu Maru (丸 末晴, Maru Sueharu)
Ein ehemaliger Kinderstar, der die Schauspielerei am Höhepunkt seiner Karriere nach dem Tod seiner Mutter an den Nagel gehangen hat und seitdem ein leben als normaler Heranwachsender verbringt. Er besucht das zweite Jahr der Oberschule und ist in seine Mitschülerin Shirokusa Kachi verliebt. Aufgrund dessen hat er seine Kindheitsfreundin Kuroha Shida abgewiesen, nachdem diese ihre Gefühle für ihn offenbarte. Trotz seiner schauspielerischen Fähigkeiten können andere seine Handlungen lesen und ist in Bezug auf Romantik naiv, wodurch er angreifbar für Neckereien seiner Mitschülerinnen ist.
Kuroha Shida (志田 黒羽, Shida Kuroha)
Eine Mitschülerin von Sueharu, dessen Nachbarin und Kindheitsfreundin. Sie hat drei jüngere Schwestern, weswegen sie dazu neigt auf andere Menschen aufpassen zu müssen und ist sozial versiert. Auch wenn sie nur das Beste für Sueharu wünscht, kann sie das Wissen über ihn nutzen, um für sich selbst Vorteile zu erzielen. Sie hat einen manipulativen Charakter.
Shirokusa Kachi (可知 白草, Kachi Shirokusa)
Eine Klassenkameradin von Sueharu sowie ein aufstrebendes Model und Light-Novel-Autorin. Sie distanziert sich von ihren Mitschülern und zeigt lediglich gegenüber Sueharu ihre freundliche Seite, nachdem dieser ihre Werke hochgelobt hat. Sie hat Gefühle für Sueharu, geht aber eine Scheinbeziehung mit Mitsuru Abe ein, nachdem fälschlicherweise davon ausgeht, dass er mit Kuroha zusammengekommen sei.
Maria Momosaka (桃坂 真理愛, Momosaka Maria)
Eine ehemalige Schauspielerkollegin und Kōhai von Sueharu zu dem sie aufsieht. Nachdem ein Video von Sueharu beim Schulfestival im Internet aufgetaucht ist, sucht sie diesen in dessen Wohnung auf. Sie stammt aus einer Problemfamilie und ist mit ihrer älteren Schwester von zu Hause abgehauen. Sie wurde von Nina Hardy, der Präsidentin einer Talentagentur, entdeckt. Sie für ihre Hauptrolle in der Serie „Die perfekte kleine Schwester“ national bekannt.

### Nebencharaktere
Tetsuhiko Kai (甲斐 哲彦, Kai Tetsuhiko)
Ein enger Freund und Mitschüler von Sueharu. Er ist der Sohn von Shun Hardy, dem Präsidenten der Talentagentur, bei der Maria Momosaka unter Vertrag steht. Tetsuhiko ist der Frauenheld der Oberschule, welcher nach eigenen Angaben derzeit sieben Mädchen – alle von unterschiedlichen Schulen – gleichzeitig datet. Obwohl er freundlich wirkt, handelt er stets so, dass er selbst das ein Nutzen ziehen kann. So veröffentlicht er ein Video des Festivalauftrittes seines Freundes im Internet und erhält so auch die Aufmerksamkeit, die er für sich beanspruchen will. Er gründet mit Sueharu, Kuroha und Shirokachi einen eigenen Schulclub.
Mitsuru Abe (阿部 充, Abe Mitsuru)
Ein Schüler an Sueharus Oberschule und scheinbar der Freund von Shirokusa Kachi. Er spielt diese Beziehung allerdings vor um Sueharu zu motivieren, ein Duell mit ihm am Schulfestival auszutragen. In Wahrheit weiß Mitsuru von Sueharus Vergangenheit als Kinderschauspieler und ist ein großer Fan seiner Arbeit.
Meiko Mine (峰 芽衣子, Mine Meiko)
Die beste Freundin von Shirokusa und gleichzeitig Klassenkameradin von ihr und Sueharu.
Soichiro Kachi (可知 総一郎, Kachi Soichiro)
Shirokusas Vater, der ein Pharmazieunternehmen leitet. Er stellte ihrer Tochter Sueharu vor, der damals ihr Idol gewesen war. Zudem unterstützt er ihre Karriere als Autorin. Zudem adoptierte er Shion Ōragi, nachdem ihr Vater verstorben war.
Rena Asagi (浅黄 玲菜, Asagi Rena)
Eine Schülerin an Sueharus Oberschule, die eine Klassenstufe niedriger besucht und daher Kōhai von ihm ist. Sie lernen sich durch Tetsuhiko kennen. Rena sagt von sich, dass sie jeden Auftrag ausführt so lange der Preis stimmt – „Versautes“ ausgenommen.
Midori Shida (志田 碧, Shida Midori)
Kurohas jüngere Schwester, die allerdings die körperlich Größte der vier Schwestern ist. Sie wirkt burschikos und ist leicht reizbar. Sie gilt als grob aber dafür sehr sportlich. Midori ist die beste Jugendtennisspielerin auf Landesebene.
Aoi Shida (志田 蒼依, Shida Aoi)
Die drittälteste der vier Shida-Schwestern. Sie ist die ältere Zwillingsschwester von Akane. Sie besucht das erste Jahr der Mittelschule. Ihr Charakter wird als bescheiden und gutherzig beschrieben.
Akane Shida (志田 朱音, Shida Akane)
Die jüngste der vier Shida-Schwestern, die wie ihre ältere Zwillingsschwester Aoi die Mittelschule besucht. Sie gilt als Genie, die bereits die erste Stufe des globalen Mathematik-Zertifikats bestanden hat.
Shion Ōragi (大良儀 紫苑, Ōragi Shion)
Shirokusas Stiefschwester, die von ihrem Vater adoptiert wurde, nachdem ihr leiblicher Vater verstarb. Sie ist zudem als Shirokusas persönliches Dienstmädchen tätig. Sie ist energisch und hat eine kindliche Ader, sodass es den Anschein erregt, dass sie nicht besonders intelligent ist. Tatsächlich ist Shion eine rational denkende Person, die ein emotionales Verhalten ablehnt.
Shun Hardy (ハーディ・瞬, Hādi Shun)
Der Präsident der Talentagentur, der Maria Momosaka angehört, und der Vater von Tetsuhiko. Er ist eine manipulative Person, der es nicht ausstehen kann, wenn andere Personen Widerworte geben. So will er sowohl Sueharu als auch dessen Kindheitsfreundin Kuroha als Klienten gewinnen, wird aber von letzterer mehrfach abgewiesen, woraufhin er die Fassung verliert. Überdies hält er seinen Sohn für einen Versager.
Eri Momosaka (桃坂 絵里, Momosaka Eri)
Marias ältere Schwester und Studentin. Sie und ihre Schwester sind von zu Hause ausgerissen, da ihre Eltern gewalttätig sind. Sie hat nach dem Umzug nach Tokio eine niedrig bezahlte Fabrikarbeit angenommen um für sich und ihre Schwester sorgen zu können. Nachdem ihre jüngere Schwester von Nina Hardy, der früheren Präsidentin der Hardy-Talentagentur entdeckt wurde und ihre Karriere den Durchbruch schaffte, fokussiert sich Eri wieder auf ihre schulischen Aufgaben.

## Medien

### Light Novel
Shūichi Nimaru startete die Light-Novel-Reihe, die mit Illustrationen von Ui Shigure versehen sind, im Juni des Jahres 2019. Die Light Novel erscheint im Dengeki Bunko des Verlages ASCII Media Works und brachte bis Februar 2021 sechs Bände hervor. Am 8. März 2024 wurde der mittlerweile zwölfte Band der Reihe in Japan veröffentlicht. Gleichzeitig wurde in diesem Band angekündigt, dass die Geschichte mit der Veröffentlichung des dreizehnten Bandes seinen Abschluss findet.
| Band | Veröffentlichung (Japan) | ISBN (Japan)                                                                  |
| ---- | ------------------------ | ----------------------------------------------------------------------------- |
| 1    | 08. Juni 2019            | ISBN 978-4-04-912524-5                                                        |
| 2    | 10. Okt. 2019            | ISBN 978-4-04-912852-9                                                        |
| 3    | 07. Feb. 2020            | ISBN 978-4-04-912899-4                                                        |
| 4    | 10. Juni 2020            | ISBN 978-4-04-913213-7                                                        |
| 5    | 10. Okt. 2020            | ISBN 978-4-04-913371-4                                                        |
| 6    | 22. Feb. 2021            | ISBN 978-4-04-913496-4 (Standard) ISBN 978-4-04-913497-1 (limitierte Ausgabe) |
| 7    | 09. Apr. 2021            | ISBN 978-4-04-913736-1.                                                       |
| 8    | 10. Juni 2021            | ISBN 978-4-04-913737-8.                                                       |
| 9    | 10. Feb. 2022            | ISBN 978-4-04-913902-0.                                                       |
| 10   | 07. Okt. 2022            | ISBN 978-4-04-914227-3.                                                       |
| 11   | 09. Juni 2023            | ISBN 978-4-04-914808-4.                                                       |
| 12   | 08. März 2024            | ISBN 978-4-04-915133-6.                                                       |

### Manga
Eine Umsetzung der Light-Novel-Reihe als Manga mit Zeichnungen von Ryō Itō erscheint seit November 2019 im Magazin Monthly Comic Alive des Medienverlages Media Factory. Eine Printversion des Mangas im Tankōbon-Format wird ab Mai 2020 veröffentlicht. Bis Mai 2021 erschienen drei Bände.
| Band | Veröffentlichung (Japan) | ISBN (Japan)                                                                  |
| ---- | ------------------------ | ----------------------------------------------------------------------------- |
| 1    | 23. Mai 2020             | ISBN 978-4-04-064697-8                                                        |
| 2    | 22. März 2021            | ISBN 978-4-04-680003-9 (Standard) ISBN 978-4-04-680004-6 (limitierte Ausgabe) |
| 3    | 22. Apr. 2021            | ISBN 978-4-04-680385-6                                                        |
| 4    | 22. Nov. 2021            | ISBN 978-4-04-680870-7.                                                       |
| 5    | 21. Okt. 2022            | ISBN 978-4-04-681769-3.                                                       |
| 6    | 23. März 2023            | ISBN 978-4-04-682247-5.                                                       |
| 7    | 22. Nov. 2023            | ISBN 978-4-04-682747-0.                                                       |

Ein Ableger, der unter dem Namen Osananajimi ga Zettai ni Makenai Rabu Kome: Otonari no Yon-shimai ga Zettai ni Honobono suru Nichijō erscheint, startete am 27. Januar 2021 im Monthly Comics Alive. Die Zeichnungen werden von Mutsumi Aoki angefertigt. Der erste Band im Tankōbon-Format erscheint am 21. Mai 2021 in Japan. Der Ableger fokussiert sich dabei auf das Familienleben von Kuroha Shida und ihren drei Schwestern.
| Band | Veröffentlichung (Japan) | ISBN (Japan)            |
| ---- | ------------------------ | ----------------------- |
| 1    | 21. Mai 2021             | ISBN 978-4-04-680386-3  |
| 2    | 22. Feb. 2022            | ISBN 978-4-04-680869-1. |
| 3    | 23. März 2023            | ISBN 978-4-04-682248-2. |

### Anime-Fernsehserie
Am 25. September 2020 wurde angekündigt, dass am 3. Oktober eine wichtige Ankündigung zum Franchise bevorstehe. Die Produktion einer Anime-Fernsehserie wurde demnach am besagten Datum offiziell bestätigt. Die Serie entsteht im Animationsstudio Dōga Kōbō unter der Regie von Takashi Naoya basierend auf ein Drehbuch von Yoriko Tomita. Naoya zeigt sich überdies für das Charakterdesign verantwortlich. Der zwölf Episoden umfassende Anime startete am 14. April 2021 im japanischen Fernsehen, wo er auf AT-X, Tokyo MX, SUN TV, KBS Kyoto, TV Aichi und BS11 gezeigt wird.
Sängerin Riko Azuna singt mit Chance! & Revenge! das Lied im Vorspann, während das Abspannlied Senryakuteki de Yosō Funō na Love Comedy no Ending Tema Kyoku von Inori Minase und Ayane Sakura gesungen wird. Außerhalb Asiens zeigt Crunchyroll die Serie in Originalsprache mit Untertiteln, darunter auch im deutschsprachigen Raum. Muse Communications, die die Serie auf YouTube und Bilibili streamt, lizenzierte den Anime für Südasien und Südostasien.

#### Synchronisation
| Rolle           | Japanische Stimme (Seiyū) |
| --------------- | ------------------------- |
| Sueharu Maru    | Yoshitsugu Matsuoka       |
| Kuroha Shida    | Inori Minase              |
| Shirokusa Kachi | Ayane Sakura              |
| Maria Momosaka  | Saori Ōnishi              |
| Tetsuhiko Kai   | Nobunaga Shimazaki        |
| Mitsuru Abe     | Takuma Terashima          |
| Soichiro Kachi  | Tetsu Inada               |
| Rena Asagi      | Tomoyo Takayanagi         |
| Midori Shida    | Akane Fujita              |
| Aoi Shida       | Miyuri Shimabukuro        |
| Akane Shida     | Natsumi Hioka             |
| Shion Ōragi     | Kaede Hondo               |
| Shun Hardy      | Wataru Takagi             |
| Eri Momosaka    | Minami Takahashi          |

#### Episodenliste
| Nr. | Deutscher Titel                                                         | Originaltitel                                                                    | Erstausstrahlung Japan | Deutschsprachige Erstveröffentlichung (–) | Regie | Drehbuch |
| --- | ----------------------------------------------------------------------- | -------------------------------------------------------------------------------- | ---------------------- | ----------------------------------------- | ----- | -------- |
| 1   | Die romantische Komödie, bei der die Kindheitsfreundin nicht verliert   | 幼なじみが絶対に負けないラブコメ Osananajimi ga Zettai ni Makenai Rabu Kome      | 14. Apr. 2021          | –                                         | –     | –        |
| 2   | Seine, ihre und ihre Umstände                                           | 彼と彼女と彼女の事情 Kare to Kanojo to Kanojo no Jijō                            | 21. Apr. 2021          | –                                         | –     | –        |
| 3   | Ich habe mich erfolgreich für meine erste Liebe gerächt                 | 我、初恋復讐完了す Ga, Hatsukoi Fukushū Kanryō su                                | 28. Apr. 2021          | –                                         | –     | –        |
| 4   | Momosaka Maria holt zum Angriff aus                                     | 桃坂真理愛襲来 Momosaka Maria Shūrai                                             | 05. Mai 2021           | –                                         | –     | –        |
| 5   | Das Mädchen mit den verlorenen Erinnerungen /Die Oktopuswürstchen-Falle | 記憶カケル少女 Kioku Kakeru Shōjo /タコさんウインナーの罠 Tako-san Winnā no Wana | 12. Mai 2021           | –                                         | –     | –        |
| 6   | Wer zuletzt lacht                                                       | 最後に笑う者 Saigo ni Warau Mono                                                 | 19. Mai 2021           | –                                         | –     | –        |
| 7   | Das ist es, ab nach Okinawa!                                            | そうだ、沖縄へ行こう！ Sō da, Okinawa e Ikō!                                     | 26. Mai 2021           | –                                         | –     | –        |
| 8   | Schirokusas Gegenangriff                                                | 逆襲の白草 Gyakushū no Shirokusa                                                 | 02. Juni 2021          | –                                         | –     | –        |
| 9   | Paradise SOS                                                            | パラダイスSOS Paradaisu Esu Ō Esu                                                | 09. Juni 2021          | –                                         | –     | –        |
| 10  | Geheimgipfel der Mädels                                                 | 乙女たちの密談 Otome-tachi no Mitsudan                                           | 16. Juni 2021          | –                                         | –     | –        |
| 11  | Fang mein Ich von damals ein                                            | あの日のわたしをつかまえて Ano Ni~Tsu no watashi o tsukamaete                    | 23. Juni 2021          | –                                         | –     | –        |
| 12  | –                                                                       | –                                                                                | –                      | –                                         | –     | –        |

## Rezeption
Die Light Novel wurde im Jahr 2019 in der Bestenliste Kono Light Novel ga Sugoi! des Medienverlages Takarajimasha auf Platz fünf gelistet. Zwischenzeitlich waren eine halbe Millionen Kopien der Light Novel in Japan im Umlauf. Alleine zwischen November des Jahres 2020 und Mai 2021 wurden knapp mehr als 185.000 Light Novels der Serie in Japan verkauft.
Die erste Episode der Animeserie, die am 14. April 2021 ausgestrahlt und im Simulcast auf Crunchyroll gezeigt wurde, kam in einer Gruppenrezension mehrerer Autoren von Anime News Network mittelmäßig bis schlecht weg. So wurde die Szenerie als langweilig und die Sprecherbesetzung als lahm beschrieben. Auch wurden Teile der Episode als irritierend, der Freund des Hauptcharakters als anwidernd empfunden während positiv angemerkt wurde, dass die erste Folge der Serie auf unsinnigen Einbau von Fanservice verzichtet.
Auch wurde die Qualität der Produktion des Studio Dōga Kōbō als glanzlos und mittelmäßig bezeichnet. In einer Besprechung auf Animefeminist wurde OsaMake mit Toradora! verglichen, der laut Rezensent Vrai Kaiser als Meisterwerk unter den Hetero-Romcoms gilt und stellt heraus, dass OsaMake bereits in der ersten Episode alle Klischees des Genres bedient, die zu der damaligen Zeit in dem Genre gängig waren.
Das Blutzentrum des Rotkreuz in der Präfektur Gifu startete am 22. April 2021 in Zusammenarbeit mit dem Anime eine Blutspenden-Aktion, die am 31. Juli gleichen Jahres endet. Blutspender erhalten im Rahmen dieser Aktion exklusives Merchandise, wie spezielle Klarsichtfolien, Lesezeichen und Original-Poster.